# St Michael's Mount
St Michael's Mount (en español «monte de san Miguel»;  en córnico: Karrek Loes y'n Koes, literalmente «roca gris en el bosque») es una isla mareal situada a 366 m de la orilla de la bahía de Mount, en la costa de Cornualles, Reino Unido. Es también una parroquia civil inglesa y está unida con la ciudad de Marazion por una calzada artificial hecha con adoquines de granito, transitable entre mediada la marea y la marea baja.
Su nombre en córnico puede aludir al recuerdo popular de una época anterior en que la bahía de Mount estaba inundada, y que sería una descripción exacta de un monte rodeado de bosques. Después de algunas fuertes tormentas, en la playa en Perranuthnoe, durante las mareas bajas se han visto restos de árboles, pero su datación por radiocarbono estableció que la inmersión de la madera de avellano fue alrededor de 1700 a. C. El cronista John de Worcester relata que en el año 1099, estando St Michael's Mount a cinco o seis millas (10 km) del mar, encerrado en un bosque espeso, en el tercer día de las nonas de noviembre, el mar se desbordó destruyendo muchas ciudades y ahogando a muchas personas, así como innumerables bueyes y ovejas. La Crónica anglosajona registra con fecha de 11 de noviembre de 1099: «La inundación del mar alcanzó una altura tal, e hizo tanto daño, que nadie se acordaba de lo que hubiese hecho antes». La leyenda córnica sobre Lyonesse, el antiguo reino que se dice se extendía desde Penwith hacia las islas Sorlingas, también habla de una tierra que estaba siendo inundada por el mar.
En tiempos prehistóricos, St Michael's Mount pudo haber servido como puerto para el comercio del estaño, y Gavin de Beer cree que puede ser identificado con Ictis/Ictin, el puerto de estaño mencionado por Posidonio.
Históricamente, St Michael's Mount fue el homólogo en Cornualles del Mont Saint-Michel en Normandía, Francia (que comparte las mismas características de isla mareal y la misma forma cónica), cuando en el siglo XI Eduardo el Confesor se la concedió a los benedictinos, la misma orden religiosa del francés Mont Saint-Michel.
St Michael's Mount es conocido coloquialmente por los lugareños simplemente como The Mount (El Monte).

## Historia

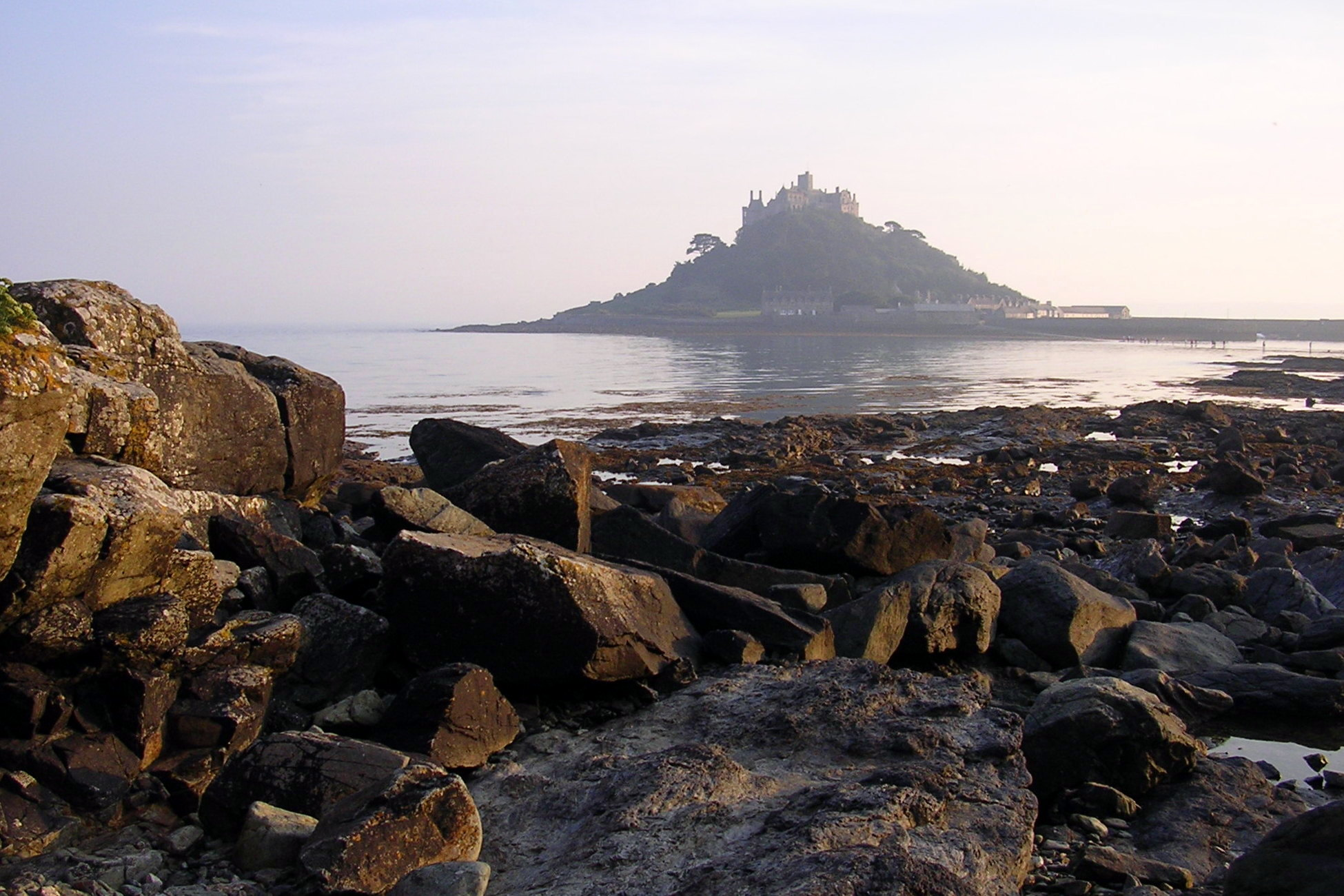
Vista de St Michael's Mount

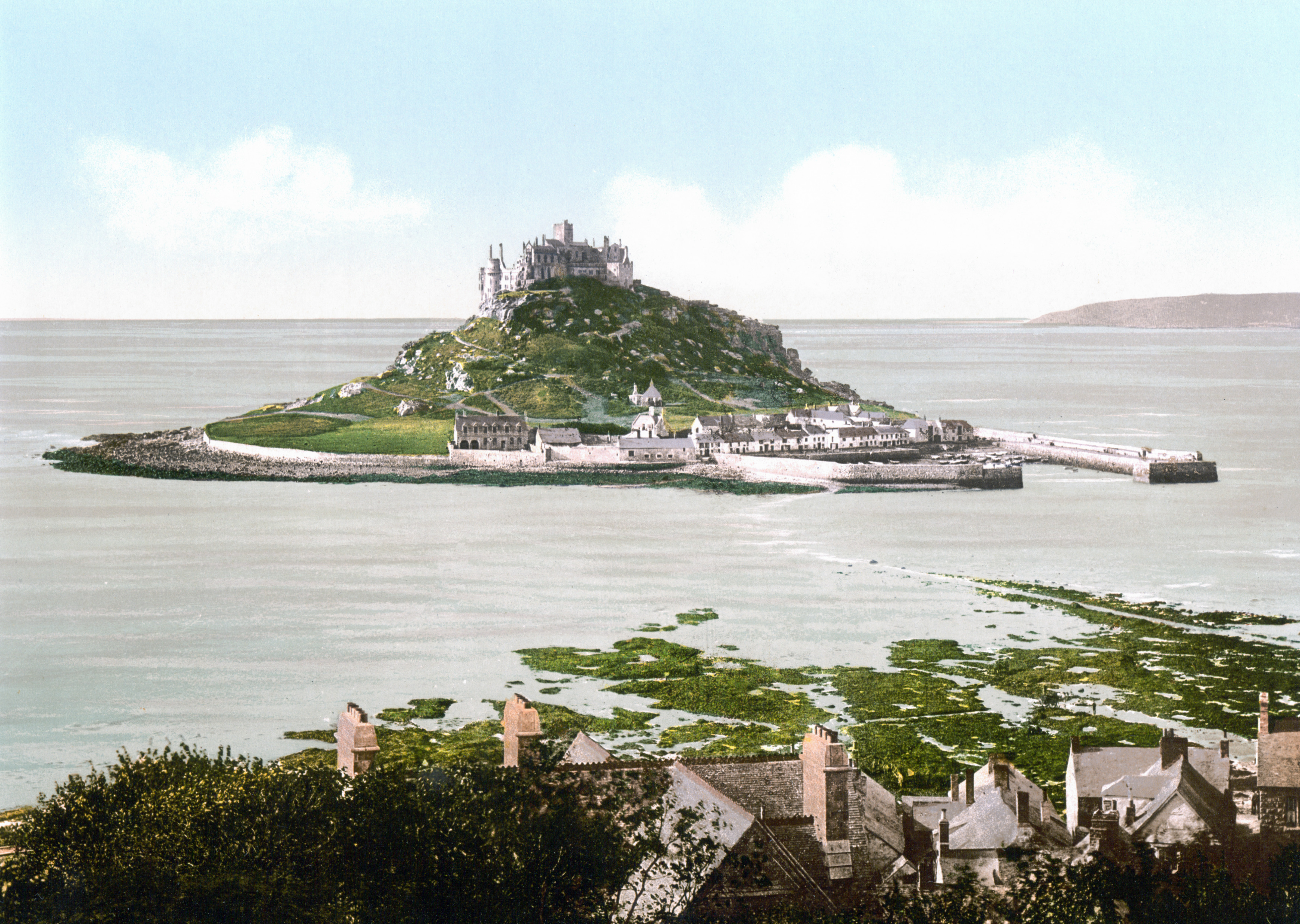
St Michael's Mount en 1900

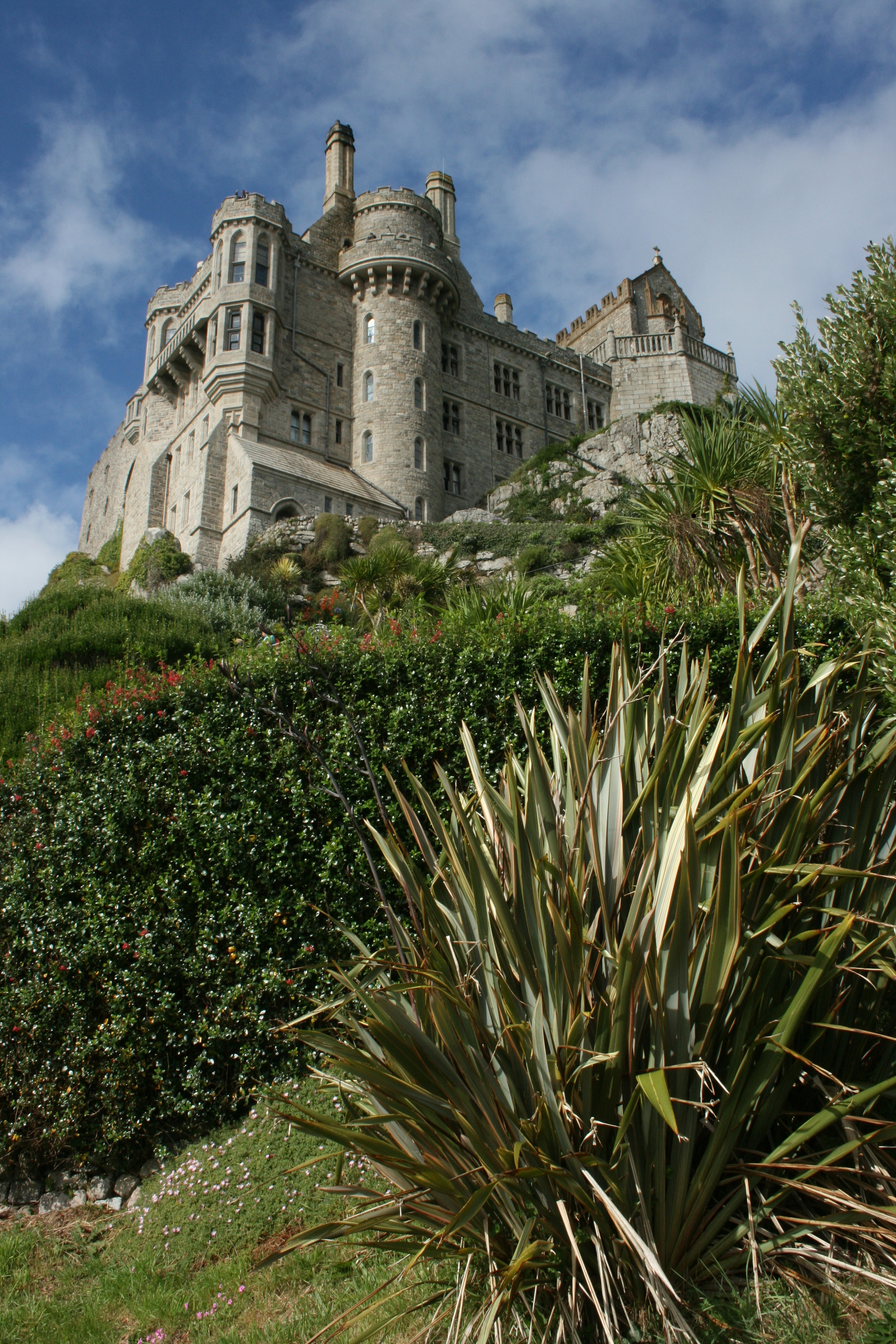
Vista de St Michael's Mount con vegetación subtropical

La isla de El Monte puede ser el Mictis de Timeo, mencionado por Plinio el Viejo en su Naturalis Historia (IV: XVI.104), y el Ictis de Diodoro Sículo.[cita requerida] Ambos hombres probablemente tuvieron acceso a textos ahora perdidos del antiguo geógrafo griego Piteas, que habría visitado la isla en el siglo IV a. C. Si esto fuera cierto, sería uno de los primeros lugares identificados en todo el oeste de Europa y, en particular, en la isla de Gran Bretaña.
En el siglo V d. C., se afirma que el Arcángel San Miguel se apareció a los pescadores locales en El Monte, lo que, según el autor Richard Freeman Johnson, puede ser tal vez una apropiación nacionalista de un antiguo mito.
La isla pudo haber sido el sitio de un antiguo monasterio en el siglo VIII y, a principios del siglo XI, Eduardo el Confesor se lo concedió a la abadía normanda de Mont Saint-Michel. Fue un priorato de esta abadía hasta la disolución de las casas ajenas por Enrique V, cuando fue otorgado a la abadesa y el convento de Syon en Isleworth, Middlesex. Fue un complejo de peregrinos, cuya devoción se alentó con una indulgencia concedida por el Papa Gregorio VII en el siglo XI.
Los edificios monásticos fueron construidos durante el siglo XII, pero en 1425, al ser un monasterio extranjero, fueron suprimidos.
Henry Pomeroy capturó El Monte, en nombre del príncipe Juan, en el reinado de Ricardo I. En 1473 John de Vere, 13º Conde de Oxford, entonces exiliado en Francia, conquistó y sostuvo el lugar durante un asedio de 23 semanas contra 6.000 soldados de Eduardo IV y a principios de 1474 se rindió. En 1497, el pretendiente al trono Perkin Warbeck también ocupó El Monte. Humphry Arundell, gobernador de St Michael's Mount, encabezó la rebelión de 1549. Durante el reinado de la reina Isabel I, el lugar fue otorgado a Robert Cecil, conde de Salisbury, cuyo hijo lo vendió a sir Francis Basset. Durante la Guerra Civil inglesa, sir Arthur Basset, hermano de sir Francis, defendió El Monte contra el Parlamento hasta julio de 1646. El Monte fue vendido en 1659 al coronel John St Aubyn. Su descendiente, Lord St Levan, sigue siendo el tenente del lugar, pero ha dejado de residir allí; su sobrino, James St Aubyn, reside y lleva a gestión del lugar desde 2004.
En 1755, el terremoto de Lisboa causó un tsunami que golpeó esta costa de Cornualles, a más de 1.600 km de distancia. El mar subió dos metros en 10 minutos en St Michael's Mount, decayendo en la misma proporción, y continuó subiendo y bajando durante cinco horas. En el siglo XIX, el escritor francés Arnold Boscowitz afirmó que «se produjo en las costas de Cornualles una gran pérdida de vidas y propiedades».
Poco se sabe acerca de la aldea antes del comienzo del siglo XVIII, excepto que había pocas cabañas de pescadores y casas monásticas. Después de las mejoras del puerto en 1727, St Michael's Mount se convirtió en un puerto floreciente, y en 1811 había 53 casas y cuatro calles. La población alcanzó su punto máximo en 1821, cuando la isla tenía 221 residentes, con tres escuelas, una capilla metodista y tres casas públicas, en su mayoría utilizadas por los marineros de visita. El pueblo entró en decadencia después de las grandes mejoras del puerto de Penzance y con la prolongación del ferrocarril a Penzance en 1852, y muchas de las casas y edificios fueron demolidos.
El Monte fue fortificado durante la Segunda Guerra Mundial, durante la invasión crisis de 1940-41, y todavía pueden verse tres casamatas.
Sesenta y cinco años después de acabada la guerra, se sugirió, basándose en entrevistas con contemporáneos, que el antiguo ministro nazi y al tiempo embajador alemán en Gran Bretaña, Joachim von Ribbentrop, habría querido vivir en El Monte después de la planeada conquista alemana. Los documentos archivados revelan que durante su estancia en Gran Bretaña en la década de 1930, en la que había propuesto inicialmente una alianza con la Alemania nazi, Ribbentrop frecuentemente visitó Cornualles.
En 1954, el 3.er barón de St Levan cedió la mayor parte de St Michael’s Mount a la Fundación Nacional para Lugares de Interés Histórico o Belleza Natural (National Trust), junto con un importante fondo patrimonial.[cita requerida] La familia St Aubyn retuvo un contrato de arrendamiento de 999 años para habitar el castillo y una licencia para administrar la exposición pública de las habitaciones históricas. Será gestionado en conjunto con el National Trust.

## Gobierno local

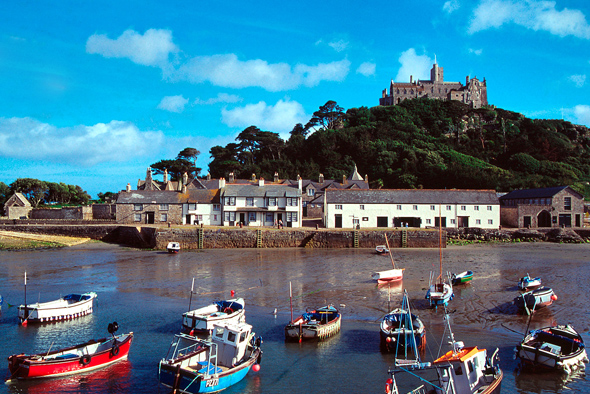
250pxSt Michael's Mount

Hasta hace poco tiempo, tanto El Monte como la ciudad de Marazion formaban parte de la parroquia de St Hilary. Hoy St Michael's Mount tiene su propia parroquia civil para fines del gobierno local, con una reunión parroquial en lugar de un consejo parroquial (es decir, una reunión anual de los electores que no eligen concejales). El actual presidente de la reunión parroquial de St Michael's Mount es James St Aubyn.

## La isla hoy
La capilla es extradiocesana, y el castillo es la residencia oficial del Lord St Levan. En el castillo se conservan muchas reliquias, principalmente armaduras y muebles de época. La capilla de San Miguel, un edificio del siglo XV, cuenta con una torre almenada, en un ángulo de la cual hay una pequeña torreta que sirvió para orientar a los barcos. La capilla Rock, en la playa, marca el sitio de un santuario dedicado a la Virgen María, donde los peregrinos se detenían para adorar antes de ascender la montaña. Hay algunas casas construidas sobre la ladera frente a Marazion, y un manantial les suministra agua.
Hay una fila de ocho casas en la parte posterior de la actual población; fueron construidas en 1885 y se conocen como la Terraza Elizabeth. Un manantial les suministra agua. Algunas de las casas están ocupadas por el personal que trabaja en el castillo y en otros lugares de la isla.
El cementerio de la isla (actualmente sin acceso público) tiene las tumbas de los antiguos residentes de la isla y de varios marineros ahogados. También hay edificios que se destinaban a la casa del mayordomo, a vestuario para los bañistas, establos, lavandería, una casa barcaza, un edificio de velas (hoy restaurante) y dos antiguos hoteles anteriores. Una antigua bolera linda con uno de los edificios.
Uno de los puntos de interés más destacables de la isla es el ferrocarril subterráneo, que todavía se utiliza para el transporte de mercancías desde el puerto hasta el castillo. Fue construido por los mineros del estaño en 1900, en sustitución de los caballos de carga que se usaban hasta entonces.  Debido a la fuerte pendiente, no puede ser utilizado por pasajeros. El National Trust no permite actualmente el acceso de público o la visita a la vía férrea.
El puerto, que se amplió en 1823 para permitir el atraque de buques de 500 toneladas, tiene un muelle que data del siglo XV, que fue ampliado posteriormente y restaurado. La reina Victoria desembarcó en el puerto en el yate real en 1846, y una placa de latón conmemora su paso y se puede ver en la parte superior de la plataforma de desembarque. El paso del rey Eduardo VII también es visible cerca de la bolera. En 1967, la reina madre entró en el puerto en una pinaza desde el yate real Britannia.
Algunos estudios indican que el posible aumento en el nivel de las aguas oceánicas, así como la erosión natural existente, pondría un poco en riesgo la costa de Cornualles, incluyendo a St. Michael's Mount.

## Geología
Los afloramientos rocosos cerca de St Michael's Mount ofrecen la oportunidad de ver muchas características de la geología de Cornualles en una sola localidad. La isla presenta una combinación de pizarra y granito, siendo El Monte la superior de una intrusión de granito en las lutitas  o pelitas metamorfizadas del Devónico. El granito está a su vez mineralizado con un bien desarrollada sistema de venas de greisen. Debido a su geología, la costa sur de la isla fue designada como Sitio de Especial Interés Científico (Site of Special Scientific Interest) en 1995.

### Granitos
Hay dos tipos de granito visibles en el monte. La mayor parte de la intrusión es un granito moscovita turmalina, que es variablemente porfídico. Está separado de una granito moscovita biotita por pegmatitas.

### Pelitas devónicas
Originalmente sepultado como lodolitas, estas pelitas se metamorfizaron regionalmente y se deformaron (plegadas principalmente aquí) por la orogenia varisca. Se vieron afectadas luego por la intrusión del granito, lo que causó aún más contacto metamórfico, formando localmente una hornfels, y mineralización.

### Mineralización
La mejor mineralización desarrollada se encuentra dentro de la parte más superior del mismo granito, en forma de venas de greisen. Estas venas empinadas que siguen la orientación O-E, se cree que se formaron por fracturamiento hidráulico cuando la presión del fluido en la parte superior del granito alcanzó un nivel crítico. El granito quedó fracturado y los fluidos lo alteraron mediante la sustitución de los feldespatos con cuarzo y moscovita. Los fluidos eran también ricos en boro, estaño y tungsteno y turmalina; la wolframita y la casiterita son comunes en las venas greisen. A medida que el área se enfrió las venas se abrieron a los fluidos desde las rocas del país circundantes y éstas depositaron sulfuros, por ejemplo  calcopirita y estannito. Las venas de greisen también se desarrollaron localmente dentro de las pelitas.

## En la cultura popular
La isla y sus edificaciones han aparecido en muchas referencias modernas.[cita requerida]
- Mt Saint Michel Mix + Saint Michaels Mount, es el título de una pista electrónica experimental del músico Aphex Twin, que creció en Cornualles;
- St Michael's Mount fue uno de los lugares que aparecen en la BBC One "Balloon" Idents;
- St Michael's Mount fue utilizado como castillo de Drácula en la película Dracula de John Badham, de 1979.
- en la película de 2003 Johnny English fungió como exterior del castillo de Pascal Sauvage;
- en la película de James Bond de 1983, Never Say Never Again, dos misiles armados con ojivas nucleares vuelan sobre la campiña inglesa y el mar, pasando directamente sobre St Michael's Mount;
- en la serie de novelas fantásticas de  Michael Moorcock  sobre el Prince Corum,  una versión novelada de St Michael's Mountaparece como Moidel's Mount;
- en la primavera de 2012, fue el lugar de rodaje de la película de fantasía y aventuras Mariah Mundi and the Midas Box, con lanzamiento previsto para 2013.
- es mencionada como lugar de reposo a Sherlock Holmes en 1897 en el relato "La Aventura del Pie del Diablo" que pertenece a la Colección original Aventuras de Sherlock Holmes por Sir Arthur Conan Doyle.

## Galería de imágenes

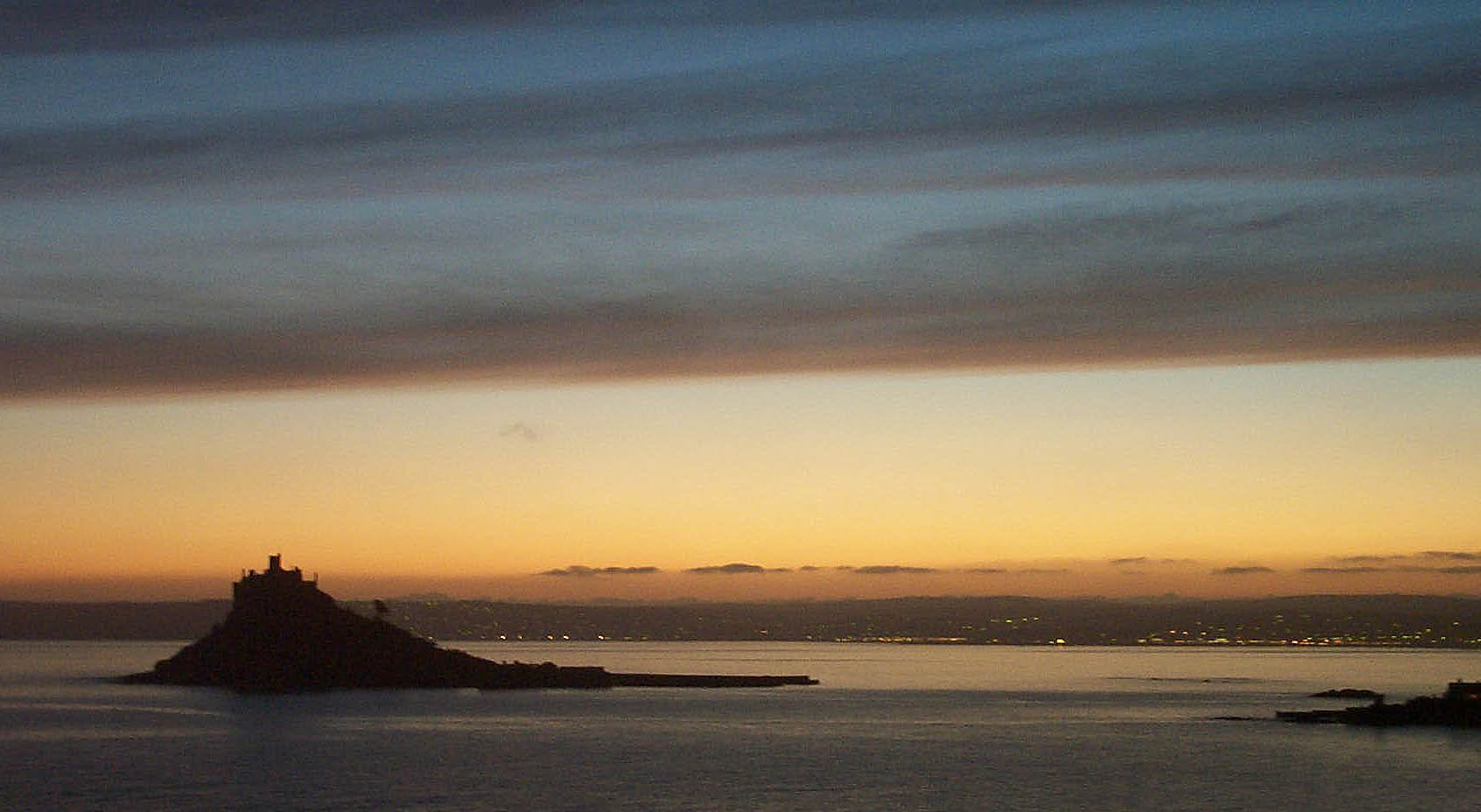
Puesta del sol en St. Michael's Mount
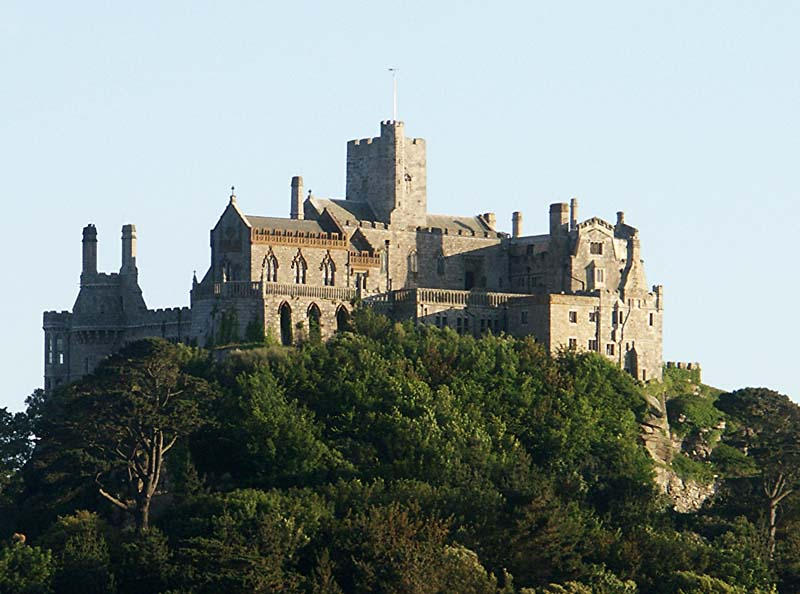
El castillo
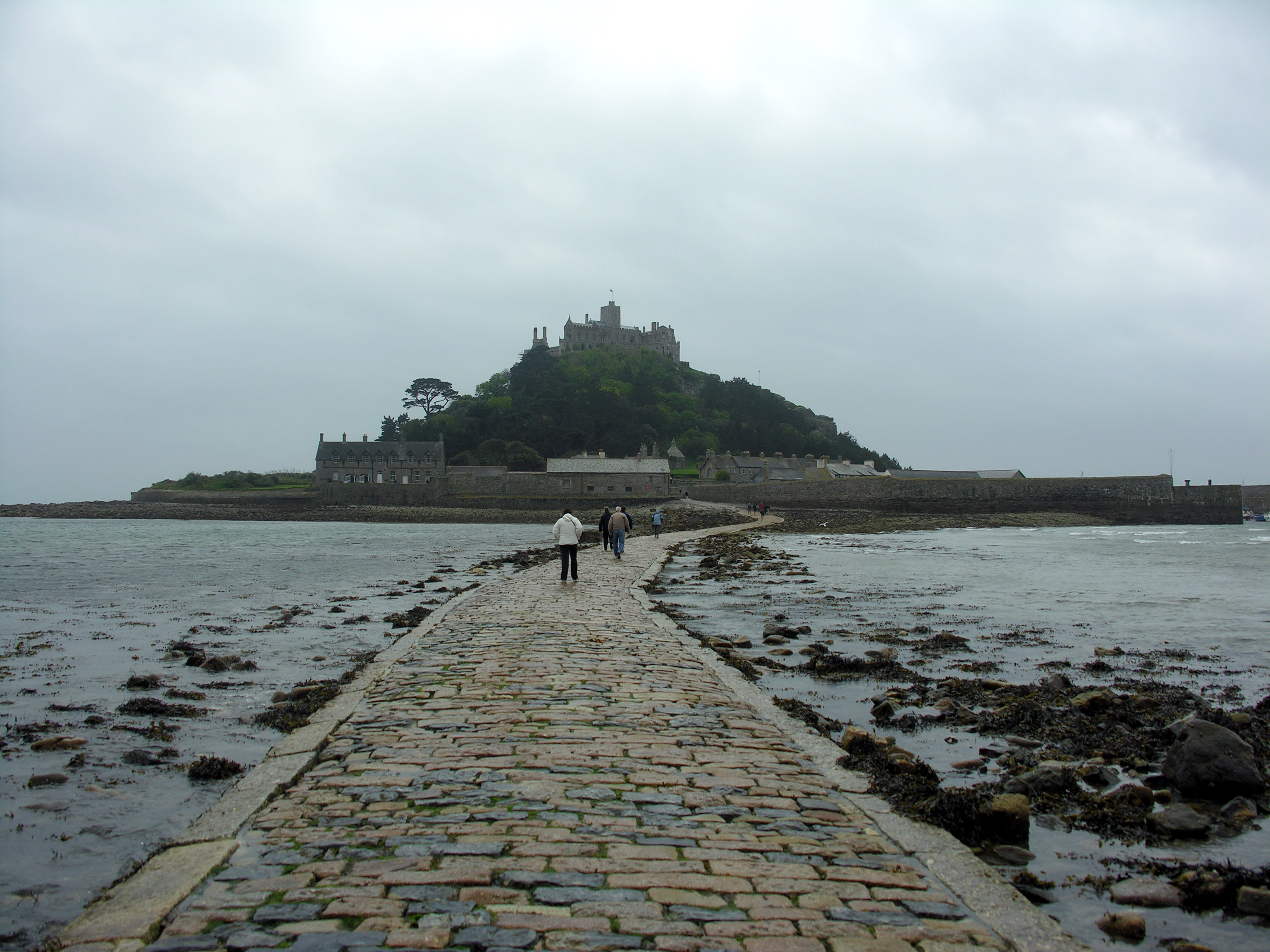
La calzada de acceso durante la marea baja.
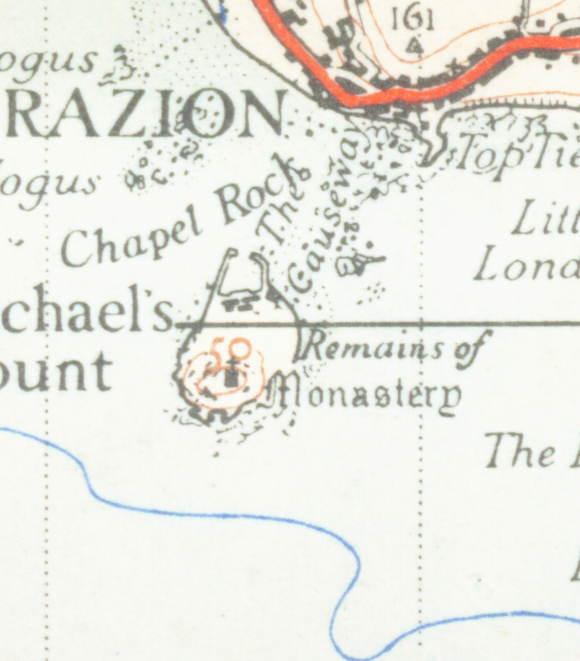
Un mapa de 1946
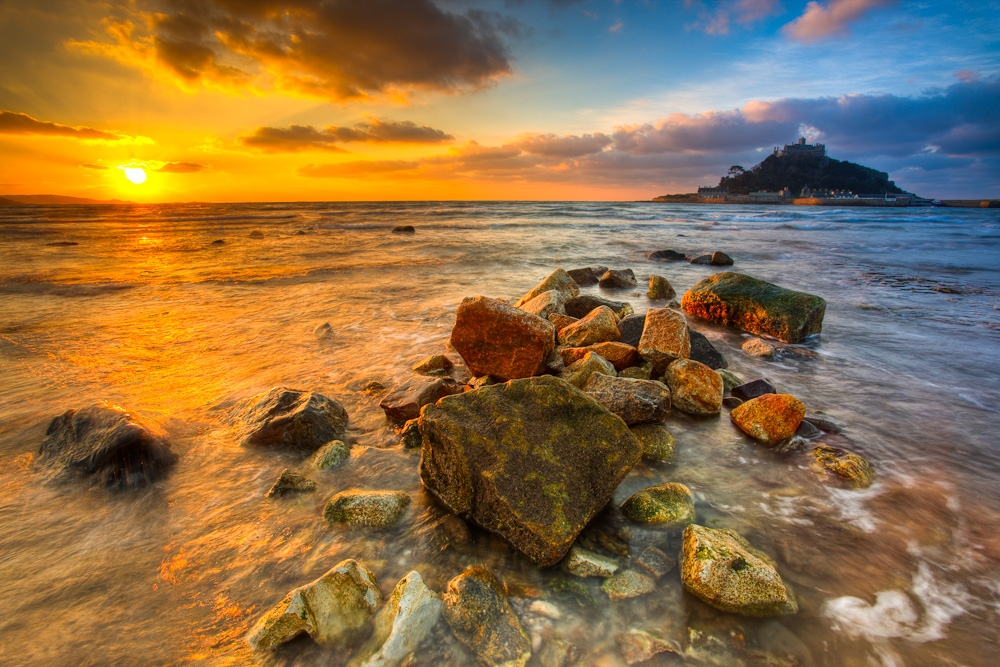
Salida del sol sobre la bahía de Mount